# بخش گوجرانواله
بخش گوجرانواله (به انگلیسی: Gujranwala Division) یک بخش در پاکستان است. بخش گوجرانواله ۱۶٬۱۲۳٬۹۸۴ نفر جمعیت دارد.